# Club Femenino Barcelona
El Club Femenino Barcelona (ca. Club Femení Barcelona), fue un equipo de fútbol femenino con sede en Barcelona, España. Desde su fundación hasta su desaparición militó en la Liga Nacional de Fútbol, entonces máxima categoría del fútbol femenino en España y de la que fue uno de sus miembros cofundadores. En su trayectoria se proclamó una vez subcampeón de liga, antes de ser adquirida en su ficha federativa, en el 2001, por el Fútbol Club Barcelona.
Fue pese a su corta existencia uno de los vencedores de la Copa de la Reina, en una época marcada por las ayudas económicas de los clubes masculinos, como sucedió también con el Atlético Villa de Madrid, ya que en la época el fútbol femenino apenas comenzaba a evolucionar.

## Historia

### Antecedentes
El Club Femenino Barcelona surgió en 1988 tras la instauración de la Liga Nacional de Fútbol, el primer campeonato de liga de España. Fue el club consiguiente del Peña Femenina Barcelonista, creado en la Navidad de 1970 por Inma Cabecerán, con el objetivo de convertirse en la sección femenina del Fútbol Club Barcelona. Este jugó su primer partido bajo la denominación de Selección Ciudad de Barcelona, con uniforme de camiseta blanca, pantalones azules y medias azulgranas. Entrenado por Antoni Ramallets, estuvo integrado por Mínguez, Gimeno, Gazulla, Vilaseca, Arnau, Jaques, Mayte, Cabecerán, Llansá, Estivill, Fernández, Ortiz, Pérez, Nieto, Ros y Comas. Fue en 1971 cuando adoptaron la denominación de Peña Femenina Barcelonista y comenzaron a recibir ayudas económicas y de material por parte del F. C. Barcelona, presidido entonces por Agustí Montal Costa. Dicho dirigente accedió a patrocinar al equipo con la premisa en un futuro de incorporarlo a la estructura del club siempre y cuando tuviera éxito. Sí pudieron portar entonces los colores azulgrana de la entidad barcelonista, aunque sin el escudo.
Así continuó durante casi una década, jugando numerosos torneos y partidos amistosos, a la espera de un mayor crecimiento y evolución que permitiera confeccionar las primeras competiciones oficiales a nivel nacional. Finalmente en 1980 el fútbol femenino se integró a la Federación Española (RFEF), y en 1983 se disputó el primer Campeonato de España-Copa de la Reina y la primera Liga Nacional de fútbol femenino en la temporada 1988-89, de la que fue miembro cofundador, ya bajo su denominación de Club Femenino Barcelona.
En la que fue su primera temporada, finalizó en cuarta posición tras sumar 20 puntos de 32 posibles, y subcampeón tres años más tarde bajo nueva denominación de Club Femenino Barcelona Formas y tras el intratable Añorga Kirol eta Kultur Elkartea (Sociedad Cultural y Deportiva Añorga). Sus buenos resultados permitieron que ese apoyo económico y de material del Fútbol Club Barcelona se concretase para la temporada 2001-02 con la adquisición de los derechos federativos y su inclusión defenitiva como parte de la estructura del club, refrendado oficialmente el 26 de junio de 2002.
Disputó también, antes de disolverse, siete ediciones del Campeonato de España de Copa, donde cosechó un subcampeonato en 1991 y el campeonato en 1994. Para la fecha, dentro del acuerdo con el F. C. Barcelona, ya portaba el escudo y los colores de la entidad, si bien aún no hubo oficialidad federativa.

## Trayectoria
| Temporada                                                             | Liga          | Liga        | Liga        | Liga        | Liga        | Liga        | Liga        | Liga        | Liga        | Copa           | Supercopa | Entrenador/a    | Presidente/a    |
| Temporada                                                             | División      | Posición    | J           | G           | E           | P           | GF          | GC          | Pts.        | Copa           | Supercopa | Entrenador/a    | Presidente/a    |
| --------------------------------------------------------------------- | ------------- | ----------- | ----------- | ----------- | ----------- | ----------- | ----------- | ----------- | ----------- | -------------- | --------- | --------------- | --------------- |
| 1982-83                                                               | Inexistente   | Inexistente | Inexistente | Inexistente | Inexistente | Inexistente | Inexistente | Inexistente | Inexistente | No clasificado | -         |                 | José Luis Núñez |
| 1983-84                                                               | Inexistente   | Inexistente | Inexistente | Inexistente | Inexistente | Inexistente | Inexistente | Inexistente | Inexistente | No clasificado | -         |                 | José Luis Núñez |
| 1984-85                                                               | Inexistente   | Inexistente | Inexistente | Inexistente | Inexistente | Inexistente | Inexistente | Inexistente | Inexistente | No clasificado | -         |                 | José Luis Núñez |
| 1985-86                                                               | Inexistente   | Inexistente | Inexistente | Inexistente | Inexistente | Inexistente | Inexistente | Inexistente | Inexistente | No clasificado | -         |                 | José Luis Núñez |
| 1986-87                                                               | Inexistente   | Inexistente | Inexistente | Inexistente | Inexistente | Inexistente | Inexistente | Inexistente | Inexistente | No clasificado | -         |                 | José Luis Núñez |
| 1987-88                                                               | Inexistente   | Inexistente | Inexistente | Inexistente | Inexistente | Inexistente | Inexistente | Inexistente | Inexistente | No clasificado | -         |                 | José Luis Núñez |
| 1988-89                                                               | Liga Nacional | 4.º         | 16          | 7           | 6           | 3           | 30          | 25          | 20          | No clasificado | -         | Luis de la Pena | José Luis Núñez |
| 1989-90                                                               | Liga Nacional | 5.º         | 22          | 9           | 4           | 9           | 49          | 39          | 22          | No clasificado | -         | Luis de la Pena | José Luis Núñez |
| 1990-91                                                               | Liga Nacional | 6.º         | 14          | 5           | 1           | 8           | 23          | 39          | 11          | 2.º            | -         | Luis de la Pena | José Luis Núñez |
| 1991-92                                                               | Liga Nacional | 2.º         | 14          | 9           | 1           | 4           | 38          | 16          | 19          | 1/2            | -         | Luis de la Pena | José Luis Núñez |
| 1992-93                                                               | Liga Nacional | 3.º         | 12          | 6           | 4           | 2           | 25          | 18          | 16          | 1/16           | -         | Luis de la Pena | José Luis Núñez |
| 1993-94                                                               | Liga Nacional | 5.º         | 18          | 13          | 2           | 3           | 46          | 18          | 41          | 1.º            | -         | Luis de la Pena | José Luis Núñez |
| 1994-95                                                               | Liga Nacional | 7.º         | 18          | 5           | 5           | 8           | 27          | 38          | 20          | 1/16           | -         |                 | José Luis Núñez |
| 1995-96                                                               | Liga Nacional | 8.º         | 16          | 5           | 1           | 10          | 24          | 34          | 16          | 1/8            | -         |                 | José Luis Núñez |
| 1996-97                                                               | 1ªN G3        | 4.º (grupo) | 26          | 20          | 1           | 5           | 103         | 28          | 61          | No clasificado | -         |                 | José Luis Núñez |
| 1997-98                                                               | 1ªN G3        | 2.º (grupo) | 25          | 20          | 3           | 2           | 137         | 25          | 63          | Retirado       | -         |                 | José Luis Núñez |
| 1998-99                                                               | 1ªN G3        | 5.º (grupo) | 26          | 18          | 3           | 5           | 99          | 41          | 57          | No clasificado | -         |                 | José Luis Núñez |
| 1999-2000                                                             | 1ªN G3        | 6.º (grupo) | 26          | 13          | 2           | 9           | 76          | 49          | 41          | No clasificado | -         |                 | José Luis Núñez |
| 2000-01                                                               | 1ªN G3        | 4.º (grupo) | 26          | 17          | 3           | 6           | 97          | 40          | 54          | No clasificado | -         |                 | Joan Gaspart    |
| Temporada                                                             | Competición   | Posición    | J           | G           | E           | P           | GF          | GC          | Ptos        | Copa           | Supercopa | Entrenador/a    | Presidente/a    |
| Temporada                                                             | Liga          |             |             |             |             |             |             |             |             | Copa           | Supercopa | Entrenador/a    | Presidente/a    |
| Datos actualizados a última temporada antes de la extinción del club. |               |             |             |             |             |             |             |             |             |                |           |                 |                 |

| 1ªN G3 | Primera División |

- Entre 1996 y 2001 desapareció la Superliga, siendo sustituida por 4 grupos de Primera Nacional de ámbito geográfico, en donde los campeones se disputaban el título.

## Datos del club
- Temporadas en Liga Nacional: 13.
- Mayor goleada conseguida: 
  - vs. X en la jornada X (día de mes de año).
- Mayor goleada recibida: 
  - vs. X en la jornada X (día de mes de año).
- Mejor puesto en la liga: 2.º
- Peor puesto en la liga: 8.º

## Palmarés
| Competición Nacional        | Títulos | Subcampeonatos |
| --------------------------- | ------- | -------------- |
| Liga Nacional de España (0) |         | 1991-92. (1)   |
| Copa de España (1)          | 1994    |                |